# Michael Ramstetter
Michael Ramstetter (* 2. Juli 1953 in Pöcking bei Starnberg, Oberbayern; † 1. Dezember 2022 in Starnberg) war ein deutscher Journalist und Medienberater. Er war vom 1. Juni 1998 bis 18. Januar 2014 Kommunikationsdirektor des ADAC und gleichzeitig Chefredakteur der Mitgliederzeitung ADAC Motorwelt.

## Werdegang
Ramstetter arbeitete zunächst als Redakteur Bayernteil für den Münchner Merkur, dann als Redakteur Zeitschriften für den Süddeutschen Verlag. Danach war er Chefredakteur des SegelMagazins sowie in der Entwicklungsredaktion des Medienunternehmens Ringier (Schweiz). Danach war er ab 1982 beim Burda Verlag, für den er Ressortleiter Roman und Serien der Illustrierten Bunte wurde. Ab September 1985 war er geschäftsführender Redakteur der Illustrierten Bunte. 1988 wurde er Chefredakteur des Reisemagazins Holiday und zuletzt Chefredakteur für Print Offline Online der BurdaCom Media Solutions GmbH. Für den Burda-Verlag war Ramstetter 15 Jahre tätig. Danach machte er sich mit seiner Beratungsfirma Concept Company Media Consulting selbständig, ehe er zum ADAC ging. Mitte 2015 wurde er wieder mit der Michael Ramstetter Medienberatung selbstständig tätig. Ramstetter starb am 1. Dezember 2022 nach langer, schwerer Krankheit.

## Arbeit für den ADAC
Seit 1. Juni 1998 war Ramstetter Chefredakteur der ADAC Motorwelt und damit für Inhalt und Mitarbeiter des Heftes verantwortlich. Mit rund 13,8 Millionen Exemplaren (Stand 2014) ist die Motorwelt nach eigenen Angaben die auflagenstärkste Zeitschrift Europas. Gleichzeitig wurde er Chef der ADAC Unternehmenskommunikation.

### Manipulation desGelben Engelsund Rücktritt
Nach Manipulationsvorwürfen bei der Vergabe des Autopreises Gelber Engel trat Ramstetter am 18. Januar 2014 zurück. Es soll bei dem am 16. Januar 2014 ausgezeichneten Siegerauto VW Golf nach Angaben der Süddeutschen Zeitung nur 3.409 Stimmen statt der in einem ADAC-Dokument genannten 34.299 Stimmen gegeben haben. Nach ersten Angaben des ADAC war nicht die Rangfolge der Gewinner verändert worden, wohl aber die Stimmzahlen vervielfacht. Die Geschäftsführung räumte ein, dass solche Manipulationen bereits mehrere Jahre lang praktiziert worden seien. Eine vom ADAC in Auftrag gegebene unabhängige Prüfung der Vorgänge kam zu dem Ergebnis, dass auch, und dies schon seit Jahren, die Rangfolge der Gewinner manipuliert wurde. Die Staatsanwaltschaft München I ermittelte gegen Ramstetter wegen des Anfangsverdachts des Verstoßes gegen das Gesetz des unlauteren Wettbewerbs (UWG) und führte am 18. Juli 2014 auch eine Hausdurchsuchung in Starnberg durch.